# بس ون فراسن
باس وَن فراسِن (به هلندی: Bas van Fraassen) (۱۹۴۱) فیلسوف علم هلندی-آمریکایی است. او مدرک کارشناسی خود را از دانشگاه آلبرتای کانادا دریافت کرد ، و مقطع کارشناسی ارشد و دکترای خود را در دانشگاه پیتسبورگ آمریکا سپری نمود. او رسالۀ دکترای خود را با راهنمایی آدولف گرونبام نگاشته و در سال 1966 از آن دفاع کرده‌است. ون فراسن که سابقۀ تدریس در دانشگاه یِیل، دانشگاه کالیفرنیای جنونی، دانشگاه تورنتو، و دانشگاه پرینستون را دارد ، اکنون استاد فلسفه در دانشگاه سان فرانسیسکو بوده، و هم‌چنین استاد افتخاری فلسفه در دانشگاه پرینستون است. مشهورترین اثر وی کتاب تصویر علمی (The Scientific Image) است، که در آن از دیدگاهی به نام تجربه‌گرایی ساختی (constructive empiricism) دفاع می‌کند؛ این دیدگاه گونه‌ای از ناواقع‌گرایی (anti-realism) دربارۀ نظریه‌های علمی است. کتاب رویکرد تجربی (The Empirical Stance) از آثار متاخر ون فراسن است که در آن هم بیان جدیدی از تجربه گرایی ارائه می‌دهد، و هم به تبیین نسبت آن با علم و دین می‌پردازد. رویکرد تجربی ون فراسن، که وجه بارز آن نگرشی منفی به متافیزیک است، قرار است در کنار معرفت‌شناسی جدید وی با عنوان اراده‌گرایی (voluntarism)، که رویکردی غیرجزمی به عقلانیت است، یک دیدگاه منسجم فراهم آورد. وی در سال ۱۹۸۶ جایزۀ لاکاتوش، و در سال ۲۰۱۲ جایزۀ همپل را به خاطر تألیف‌هایش در زمینۀ فلسفه علم دریافت کرده‌است.